# Chiesa di Santo Stefano (Assisi)
La chiesa di Santo Stefano è un luogo di culto cattolico di Assisi.
Fu costruita tra il XII ed il XIII secolo in forme modeste e semplici. Come molti altri edifici di Assisi, le mura sono in pietra viva, caratteristica andata perduta nel 2023 dopo un restauro. 
All’esterno è presente un piccolo campanile a vela e una nicchia aggiunta nel XVI secolo.
L'interno è ad unica navata illuminata da piccole finestre, il soffitto è in legno e alle pareti laterali rimangono alcuni affreschi, uno con una Madonna con i Santi Francesco e Stefano, opera di un ignoto pittore giottesco, e una Crocifissione, di cui rimane solo la parte superiore, attribuita a Dono Doni.
La tradizione francescana vuole che le campane di questa chiesetta abbiano suonato ininterrottamente nell'ora dell'agonia e della morte di san Francesco.

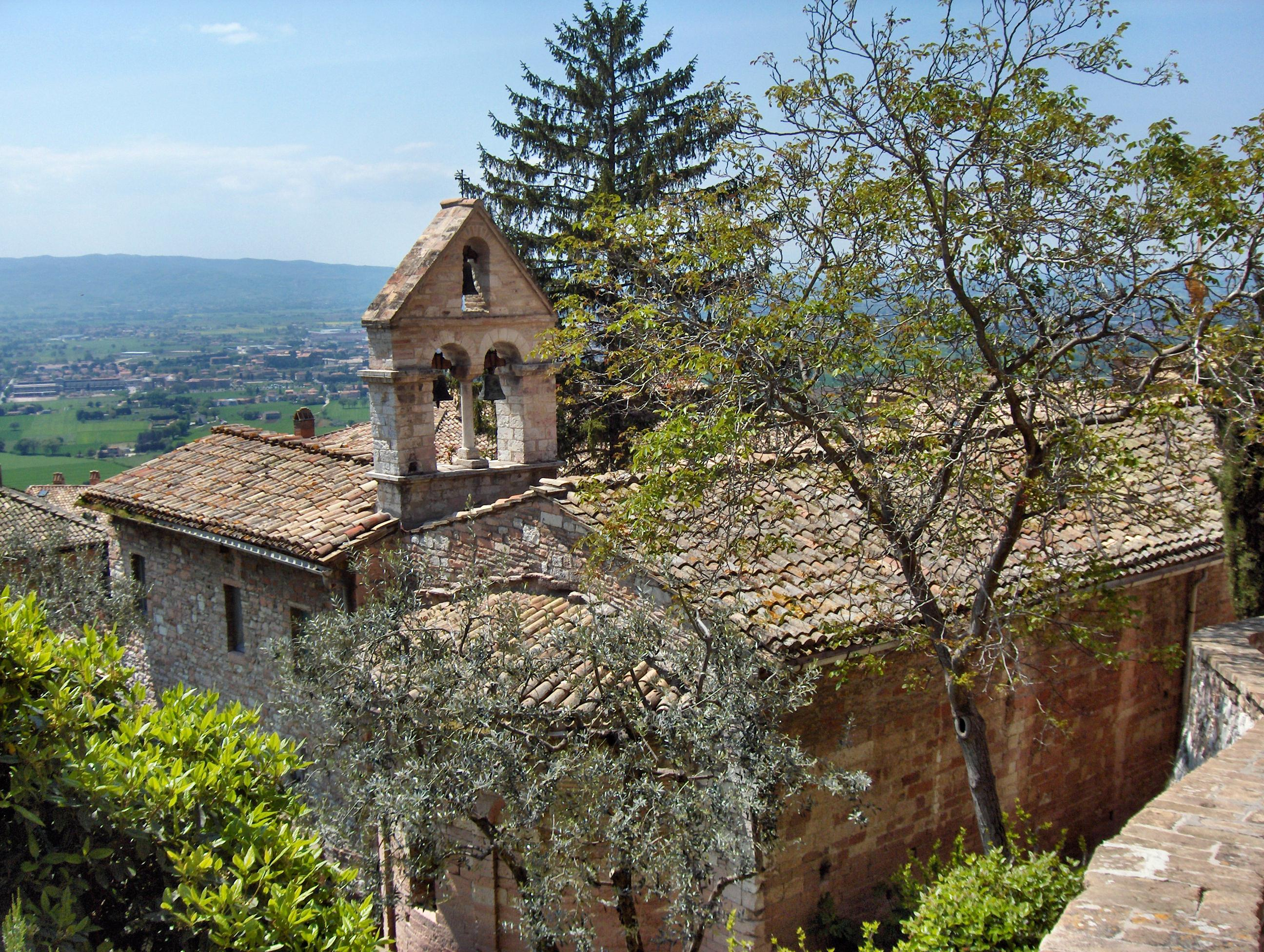
Esterno posteriore visto da vicolo Santo Stefano